# 1638
Il 1638 (MDCXXXVIII in numeri romani) è un anno  del XVII secolo.

## Eventi
- L'espansione territoriale russa raggiunge le coste dell'Oceano Pacifico.
- 27 marzo – Terremoto in Calabria con epicentro nel Bacino del Savuto.
- 28 marzo – Terremoti in Calabria con epicentri nella Piana di Sant'Eufemia e nelle Serre occidentali.
- 8 giugno – Terremoto in Calabria con epicentro nel Crotonese.

## Nati

### Gennaio
- 1º gennaio - Go-Sai, imperatore giapponese († 1685)
- 1º gennaio - Niccolò Stenone, naturalista, geologo e anatomista danese († 1686)
- 7 gennaio - Filippo Bonanni, gesuita, storico e biologo italiano († 1725)
- 7 gennaio - Maria Elisabetta di Brunswick-Wolfenbüttel, nobildonna tedesca († 1687)
- 8 gennaio - Elisabetta Sirani, pittrice italiana († 1665)
- 12 gennaio - Ernst Rüdiger von Starhemberg, generale austriaco († 1701)
- 14 gennaio - Carlo Fiorentino di Salm, militare olandese († 1676)
- 20 gennaio - Johann Wolfgang Textor, giurista tedesco († 1701)
- 23 gennaio - Paolo Maura, poeta italiano († 1711)

### Febbraio
- 11 febbraio - Remi-Casimir Oudin, monaco cristiano e bibliografo francese († 1717)
- 13 febbraio - Federico di Meclemburgo-Schwerin, nobile tedesco († 1688)
- 15 febbraio - Zeb-un-Nissa, principessa e poetessa indiana († 1702)

### Marzo
- 14 marzo - Johann Georg Gichtel, filosofo, teologo e mistico tedesco († 1710)
- 15 marzo - Shunzhi, imperatore cinese († 1661)
- 22 marzo - Nicola María de Guzmán Carafa, nobile italiano († 1689)
- 24 marzo - Daniel Whitby, teologo e biblista britannico († 1726)
- 28 marzo - Frederik Ruysch, botanico e anatomista olandese († 1731)

### Aprile
- 19 aprile - Niccolò Manucci, avventuriero e medico italiano
- 22 aprile - Carlo Fontana, architetto, scultore e ingegnere svizzero († 1714)

### Maggio
- 6 maggio - Carlo Bichi, cardinale italiano († 1718)
- 11 maggio - Guy-Crescent Fagon, medico e botanico francese († 1718)
- 12 maggio - Pedro Atanasio Bocanegra, pittore spagnolo († 1689)
- 13 maggio - Richard Simon, teologo e biblista francese († 1712)
- 28 maggio - Giovanni Barbiano di Belgiojoso, nobile e militare italiano († 1715)
- 29 maggio - John Manners, I duca di Rutland, politico e ufficiale inglese († 1711)

### Giugno
- 1º giugno - Pietro Francesco Garoli, pittore e architetto italiano († 1716)
- 2 giugno - Henry Hyde, II conte di Clarendon, politico inglese († 1709)
- 8 giugno - Pierre Magnol, botanico francese († 1715)
- 20 giugno - Ulrik Frederik Gyldenløve, nobile e generale danese († 1704)
- 23 giugno - Giovanni Battista Cattaneo Della Volta, doge († 1721)
- 29 giugno - Heinrich Meibom, medico tedesco († 1700)

### Luglio
- 7 luglio - Giovanni Michele Spaur, vescovo cattolico italiano († 1725)
- 10 luglio - David Teniers III, pittore fiammingo († 1685)
- 11 luglio - Olimpia Mancini, contessa († 1708)
- 14 luglio - Antonio Franchi, pittore italiano († 1709)
- 15 luglio - Giovanni Buonaventura Viviani, violinista e compositore italiano
- 17 luglio - Giovanni Lorenzo Lucchesini, gesuita e scrittore italiano († 1716)
- 22 luglio - Theodor Kerckring, anatomista e chimico olandese († 1693)
- 25 luglio - Cristoforo di Santa Caterina, presbitero spagnolo († 1690)
- 30 luglio - Mary Villiers, duchessa di Buckingham, nobildonna inglese († 1704)

### Agosto
- 3 agosto - Guglielmo Luigi di Anhalt-Köthen, principe († 1665)
- 6 agosto - Nicolas Malebranche, filosofo e scienziato francese († 1715)
- 15 agosto - Pieter de Graeff, politico olandese († 1707)
- 22 agosto - Georg Christoph Eimmart, astronomo e incisore tedesco († 1705)

### Settembre
- 5 settembre - Luigi XIV di Francia, re († 1715)
- 6 settembre - Pietro de Fusco, giurista italiano († 1703)
- 10 settembre - Maria Teresa d'Asburgo, sovrana spagnola († 1683)
- 20 settembre - Antonio Gherardi, pittore e architetto italiano († 1702)
- 21 settembre - Philippe de Courcillon, ufficiale e scrittore francese († 1720)
- 30 settembre - Massimiliano Filippo Girolamo di Baviera, principe tedesco († 1705)

### Ottobre
- 6 ottobre - Edme Boursault, drammaturgo francese († 1701)
- 6 ottobre - Lasse Lucidor, poeta svedese († 1674)
- 14 ottobre - Bernardo II di Sassonia-Jena, nobile († 1678)
- 17 ottobre - Giovanni Carlo del Palatinato-Birkenfeld-Gelnhausen, principe tedesco († 1704)
- 28 ottobre - Franz Joseph von Lamberg, principe e politico austriaco († 1712)
- 31 ottobre - Meindert Hobbema, pittore olandese († 1709)

### Novembre
- 1º novembre - Manuel Arias Porres, cardinale e arcivescovo cattolico spagnolo († 1717)
- 21 novembre - Luca Tozzi, medico italiano († 1717)
- 25 novembre - Caterina di Braganza, sovrana († 1705)

### Dicembre
- 3 dicembre - Jean Donneau de Visé, drammaturgo, giornalista e critico teatrale francese († 1710)
- 4 dicembre - Rafael Bluteau, religioso e lessicografo francese († 1734)
- 13 dicembre - Francesco Nazzari, presbitero, critico letterario e giornalista italiano († 1714)
- 17 dicembre - Anna Sofia d'Assia-Darmstadt, religiosa tedesca († 1683)
- 24 dicembre - Tomás de la Cerda, nobile spagnolo († 1692)
- 24 dicembre - Ralph Montagu, I duca di Montagu, nobile e diplomatico britannico († 1709)
- 25 dicembre - Michel Bégon, funzionario e naturalista francese († 1710)
- 28 dicembre - Cornelis van Dalen II, incisore, pittore e disegnatore olandese († 1664)

### Senza giorno specificato
- Andrea di Totma, santo russo († 1673)
- Gerrit Adriaenszoon Berckheyde, pittore olandese († 1698)
- François Bonnemer, pittore, disegnatore e incisore francese († 1689)
- Bozoklu Mustafa Pascià, politico e militare ottomano († 1698)
- Francis Browne, IV visconte Montagu, nobile e politico inglese († 1708)
- Annibal Camoux, supercentenario francese († 1759)
- Giovanni Battista Colomba, pittore, architetto e decoratore svizzero († 1693)
- Vladimir Dmitrievič Dolgorukov, ufficiale russo († 1701)
- Michelangelo Fracanzani, attore teatrale e pittore italiano († 1698)
- Lorenzo Gafà, architetto maltese († 1704)
- Luigi Garzi, pittore italiano († 1721)
- Charles Gordon, I conte di Aboyne, nobile inglese († 1681)
- James Gregory, matematico e astronomo scozzese († 1675)
- Jean Pontas, teologo francese († 1728)
- Jacques Raudot, funzionario francese († 1728)
- Stefano Sculco, vescovo cattolico italiano († 1703)
- Alexander Stanhope, ambasciatore inglese († 1707)
- Domenico Tarugi, cardinale e arcivescovo cattolico italiano († 1696)
- Tenzin Rabgye, sovrano bhutanese († 1696)
- Francesco Veracini, compositore e violinista italiano († 1720)
- Domenico Zauli, arcivescovo cattolico italiano († 1722)

## Morti

### Gennaio
- 8 gennaio - Asdrubale Mattei, nobile e collezionista d'arte italiano (n. 1556)
- 12 gennaio - Paolo Mattei, nobile, presbitero e funzionario italiano (n. 1591)
- 17 gennaio - Antoine de Loménie, politico e diplomatico francese (n. 1560)
- 21 gennaio - Ignazio Donati, compositore italiano
- 22 gennaio - Magdalena van de Passe, incisore e disegnatrice olandese (n. 1600)
- 27 gennaio - Ascanio Gesualdo, patriarca cattolico italiano

### Febbraio
- 10 febbraio - Anna di Guisa, nobile francese (n. 1600)
- 17 febbraio - Şehzade Kasim, principe ottomano (n. 1614)
- 26 febbraio - Claude-Gaspard Bachet de Méziriac, matematico francese (n. 1581)
- 27 febbraio - Alfonso Capra, militare italiano (n. 1562)
- 27 febbraio - Matsudaira Ienobu, militare giapponese (n. 1565)

### Marzo
- 6 marzo - Paulus Moreelse, pittore e architetto olandese (n. 1571)
- 10 marzo - Cornelis van der Geest, mercante (n. 1575)
- 12 marzo - Paolo Aproino, fisico italiano (n. 1586)
- 22 marzo - Giovanni di Hohenzollern-Sigmaringen, conte (n. 1578)
- 23 marzo - Georg Flegel, pittore e incisore tedesco (n. 1566)
- 26 marzo - Palamedes Palamedesz I, pittore e disegnatore olandese (n. 1605)
- 28 marzo - Marie Touchet (n. 1549)

### Aprile
- 1º aprile - Annibale d'Afflitto, arcivescovo cattolico italiano (n. 1560)
- 7 aprile - Shimazu Tadatsune, militare giapponese (n. 1576)
- 12 aprile - Amakusa Shirō, militare giapponese (n. 1621)
- 16 aprile - Enrico II di Rohan, condottiero francese (n. 1579)
- 19 aprile - Geremia Dressellio, gesuita, predicatore e scrittore tedesco (n. 1581)
- 27 aprile - Giacomo Rho, gesuita italiano (n. 1593)

### Maggio
- 6 maggio - Giansenio, teologo e vescovo cattolico olandese (n. 1585)
- 6 maggio - Vincenzo Ugolini, compositore e cantore italiano (n. 1578)
- 9 maggio - Federico I d'Assia-Homburg, nobile tedesco (n. 1585)
- 10 maggio - Margaret Feilding, nobildonna scozzese (n. 1613)
- 17 maggio - Passignano, pittore italiano (n. 1559)
- 20 maggio - Francesco Caldogno, militare e funzionario italiano
- 22 maggio - Hendrik van den Bergh, militare olandese (n. 1573)
- 27 maggio - Pietro Paolo Floriani, architetto e militare italiano (n. 1585)
- 27 maggio - Jan Wężyk, arcivescovo cattolico polacco (n. 1575)

### Giugno
- 15 giugno - Apolinario de Almeida, arcivescovo cattolico e missionario portoghese (n. 1587)
- 20 giugno - Ippolita Trivulzio, nobile italiana (n. 1600)
- 22 giugno - Emanuele del Portogallo, principe portoghese (n. 1568)
- 25 giugno - Juan Pérez de Montalbán, drammaturgo, poeta e presbitero spagnolo (n. 1602)
- 27 giugno - Cirillo Lucaris, teologo e arcivescovo ortodosso greco (n. 1572)

### Luglio
- 19 luglio - Ippolito Aldobrandini, cardinale italiano (n. 1596)
- 27 luglio - Giovanni VIII di Nassau-Siegen, nobile e militare tedesco (n. 1583)

### Agosto
- 1º agosto - Joachim Anthonisz Wtewael, pittore e incisore olandese
- 3 agosto - Filippo Maurizio di Hanau-Münzenberg, conte tedesco (n. 1605)
- 7 agosto - Agatangelo da Vendôme, presbitero e missionario francese (n. 1598)
- 7 agosto - Cassiano da Nantes, presbitero e missionario francese (n. 1607)
- 8 agosto - Diego de Torres y Bollo, gesuita spagnolo (n. 1551)
- 12 agosto - Johannes Althusius, giurista, filosofo e teologo tedesco
- 12 agosto - Baltasar de Marradas, militare e politico spagnolo (n. 1560)
- 14 agosto - Bartolomeo Gavanti, teologo italiano (n. 1569)
- 18 agosto - Giovanni Andrea Ansaldo, pittore italiano (n. 1584)
- 20 agosto - Giovanni Vincenzo Verzellino, storico italiano (n. 1562)
- 26 agosto - Bayram Pascià, politico ottomano

### Settembre
- 14 settembre - John Harvard, pastore protestante britannico (n. 1607)
- 20 settembre - Johann Lantz, matematico e gesuita tedesco (n. 1564)
- 24 settembre - Andrea Commodi, pittore italiano (n. 1560)
- 24 settembre - Giorgio Federico di Baden-Durlach, sovrano (n. 1573)

### Ottobre
- 1º ottobre - Jan Snellinck, pittore fiammingo (n. 1549)
- 2 ottobre - Andrej Andreevič Golicyn, nobile russo
- 2 ottobre - Floris de Mérode-Westerloo, militare belga (n. 1598)
- 4 ottobre - Francesco Giacinto di Savoia, nobile italiano (n. 1632)
- 6 ottobre - Jacob Dircksz de Graeff, politico olandese (n. 1569)
- 10 ottobre - Pieter Brueghel il Giovane, pittore fiammingo (n. 1564)
- 13 ottobre - Adriaen Brouwer, pittore fiammingo (n. 1605)
- 13 ottobre - François Thijssen, esploratore olandese
- 14 ottobre - Gabriello Chiabrera, poeta e drammaturgo italiano (n. 1552)
- 16 ottobre - Jacob Isaaczoon van Swanenburg, pittore olandese (n. 1571)
- 17 ottobre - Gillis d'Hondecoeter, pittore e disegnatore olandese
- 23 ottobre - Giovanni Ernesto di Sassonia-Eisenach, duca tedesco (n. 1566)

### Novembre
- 11 novembre - Cornelis van Haarlem, pittore e artista olandese (n. 1562)
- 12 novembre - Grzegorz Knapski, gesuita, grecista e filologo polacco (n. 1561)
- 19 novembre - Lelio Biscia, cardinale italiano (n. 1575)
- 25 novembre - Ettore Thesorieri, notaio italiano (n. 1553)
- 29 novembre - Archibald Campbell, VII conte di Argyll, politico e generale scozzese (n. 1575)
- 29 novembre - Dionigi della Natività, missionario francese (n. 1600)
- 29 novembre - Redento della Croce, missionario portoghese (n. 1598)

### Dicembre
- 7 dicembre - Epifanio Ferdinando, medico e filosofo italiano (n. 1569)
- 13 dicembre - Caterina Vasa, principessa svedese (n. 1584)
- 18 dicembre - François Leclerc du Tremblay, politico e religioso francese (n. 1577)
- 23 dicembre - Barbara Longhi, pittrice italiana (n. 1552)
- 24 dicembre - Tayyar Mehmed Pascià, politico e militare ottomano

### Senza giorno specificato
- Pietro Francesco Alberti, pittore e incisore italiano (n. 1584)
- Baldassarre Aloisi, pittore italiano (n. 1577)
- Johann Heinrich Alsted, teologo tedesco (n. 1588)
- Robert Ayton, poeta scozzese (n. 1570)
- Willem Blaeu, cartografo e editore olandese (n. 1571)
- Jacques Blanchard, pittore francese (n. 1600)
- Zaccaria Boverio, religioso, storico e scrittore italiano (n. 1568)
- Teofilo Bruni, matematico, astronomo e presbitero italiano (n. 1569)
- Vincenzo Carducci, pittore spagnolo (n. 1576)
- Richard Carlton, compositore inglese
- Loreto de Franchis, vescovo cattolico italiano (n. 1578)
- Jose Glover, religioso inglese
- Giovanni Francesco Gondola, scrittore e poeta dalmata (n. 1588)
- Matteo Greuter, pittore e incisore tedesco (n. 1566)
- Raffaello Gualterotti, poeta, filosofo e astrologo italiano (n. 1544)
- Marco Antonio Guarini, storico e letterato italiano (n. 1570)
- Carel de Hooch, pittore olandese
- Johannes van Mildert, scultore fiammingo (n. 1588)
- Adrian von Mynsicht, alchimista tedesco (n. 1588)
- Dionisio Nencioni di Bartolomeo, architetto italiano (n. 1559)
- Andreas de Nole, scultore fiammingo (n. 1598)
- Alessandro Piccinini, compositore, liutista e scrittore italiano (n. 1566)
- Francis Pilkington, compositore, liutista e cantore inglese
- Estêvão Rodrigues de Castro, medico, filosofo e scienziato portoghese (n. 1559)
- Jan Roos, pittore fiammingo (n. 1591)
- Muzio III Sforza di Caravaggio, nobile italiano
- Shimun X
- Cristoforo Tolomei, vescovo cattolico italiano
- John Tradescant il Vecchio, naturalista e botanico britannico
- José de Valdivielso, poeta e drammaturgo spagnolo
- Viksai, sovrano laotiano
- Virginia Vezzi, pittrice italiana (n. 1601)
- Gottfried Wals, pittore tedesco (n. 1595)
- John Ward, compositore inglese (n. 1571)
- John Wilbye, compositore inglese (n. 1574)
- Lucas van Uffelen, mercante d'arte olandese (n. 1586)

## Calendario
| Calendario 1638 | Calendario 1638 | Calendario 1638 | Calendario 1638 | Calendario 1638 | Calendario 1638 | Calendario 1638 | Calendario 1638 | Calendario 1638 | Calendario 1638 | Calendario 1638 | Calendario 1638 | Calendario 1638 | Calendario 1638 | Calendario 1638 | Calendario 1638 | Calendario 1638 | Calendario 1638 | Calendario 1638 | Calendario 1638 | Calendario 1638 | Calendario 1638 | Calendario 1638 | Calendario 1638 | Calendario 1638 | Calendario 1638 | Calendario 1638 | Calendario 1638 | Calendario 1638 | Calendario 1638 | Calendario 1638 | Calendario 1638 | Calendario 1638 |
| --------------- | --------------- | --------------- | --------------- | --------------- | --------------- | --------------- | --------------- | --------------- | --------------- | --------------- | --------------- | --------------- | --------------- | --------------- | --------------- | --------------- | --------------- | --------------- | --------------- | --------------- | --------------- | --------------- | --------------- | --------------- | --------------- | --------------- | --------------- | --------------- | --------------- | --------------- | --------------- | --------------- |
|                 | 1               | 2               | 3               | 4               | 5               | 6               | 7               | 8               | 9               | 10              | 11              | 12              | 13              | 14              | 15              | 16              | 17              | 18              | 19              | 20              | 21              | 22              | 23              | 24              | 25              | 26              | 27              | 28              | 29              | 30              | 31              |                 |
| Gennaio         | Ve              | Sa              | Do              | Lu              | Ma              | Me              | Gi              | Ve              | Sa              | Do              | Lu              | Ma              | Me              | Gi              | Ve              | Sa              | Do              | Lu              | Ma              | Me              | Gi              | Ve              | Sa              | Do              | Lu              | Ma              | Me              | Gi              | Ve              | Sa              | Do              |                 |
| Febbraio        | Lu              | Ma              | Me              | Gi              | Ve              | Sa              | Do              | Lu              | Ma              | Me              | Gi              | Ve              | Sa              | Do              | Lu              | Ma              | Me              | Gi              | Ve              | Sa              | Do              | Lu              | Ma              | Me              | Gi              | Ve              | Sa              | Do              |                 |                 |                 |                 |
| Marzo           | Lu              | Ma              | Me              | Gi              | Ve              | Sa              | Do              | Lu              | Ma              | Me              | Gi              | Ve              | Sa              | Do              | Lu              | Ma              | Me              | Gi              | Ve              | Sa              | Do              | Lu              | Ma              | Me              | Gi              | Ve              | Sa              | Do              | Lu              | Ma              | Me              |                 |
| Aprile          | Gi              | Ve              | Sa              | Do              | Lu              | Ma              | Me              | Gi              | Ve              | Sa              | Do              | Lu              | Ma              | Me              | Gi              | Ve              | Sa              | Do              | Lu              | Ma              | Me              | Gi              | Ve              | Sa              | Do              | Lu              | Ma              | Me              | Gi              | Ve              |                 |                 |
| Maggio          | Sa              | Do              | Lu              | Ma              | Me              | Gi              | Ve              | Sa              | Do              | Lu              | Ma              | Me              | Gi              | Ve              | Sa              | Do              | Lu              | Ma              | Me              | Gi              | Ve              | Sa              | Do              | Lu              | Ma              | Me              | Gi              | Ve              | Sa              | Do              | Lu              |                 |
| Giugno          | Ma              | Me              | Gi              | Ve              | Sa              | Do              | Lu              | Ma              | Me              | Gi              | Ve              | Sa              | Do              | Lu              | Ma              | Me              | Gi              | Ve              | Sa              | Do              | Lu              | Ma              | Me              | Gi              | Ve              | Sa              | Do              | Lu              | Ma              | Me              |                 |                 |
| Luglio          | Gi              | Ve              | Sa              | Do              | Lu              | Ma              | Me              | Gi              | Ve              | Sa              | Do              | Lu              | Ma              | Me              | Gi              | Ve              | Sa              | Do              | Lu              | Ma              | Me              | Gi              | Ve              | Sa              | Do              | Lu              | Ma              | Me              | Gi              | Ve              | Sa              |                 |
| Agosto          | Do              | Lu              | Ma              | Me              | Gi              | Ve              | Sa              | Do              | Lu              | Ma              | Me              | Gi              | Ve              | Sa              | Do              | Lu              | Ma              | Me              | Gi              | Ve              | Sa              | Do              | Lu              | Ma              | Me              | Gi              | Ve              | Sa              | Do              | Lu              | Ma              |                 |
| Settembre       | Me              | Gi              | Ve              | Sa              | Do              | Lu              | Ma              | Me              | Gi              | Ve              | Sa              | Do              | Lu              | Ma              | Me              | Gi              | Ve              | Sa              | Do              | Lu              | Ma              | Me              | Gi              | Ve              | Sa              | Do              | Lu              | Ma              | Me              | Gi              |                 |                 |
| Ottobre         | Ve              | Sa              | Do              | Lu              | Ma              | Me              | Gi              | Ve              | Sa              | Do              | Lu              | Ma              | Me              | Gi              | Ve              | Sa              | Do              | Lu              | Ma              | Me              | Gi              | Ve              | Sa              | Do              | Lu              | Ma              | Me              | Gi              | Ve              | Sa              | Do              |                 |
| Novembre        | Lu              | Ma              | Me              | Gi              | Ve              | Sa              | Do              | Lu              | Ma              | Me              | Gi              | Ve              | Sa              | Do              | Lu              | Ma              | Me              | Gi              | Ve              | Sa              | Do              | Lu              | Ma              | Me              | Gi              | Ve              | Sa              | Do              | Lu              | Ma              |                 |                 |
| Dicembre        | Me              | Gi              | Ve              | Sa              | Do              | Lu              | Ma              | Me              | Gi              | Ve              | Sa              | Do              | Lu              | Ma              | Me              | Gi              | Ve              | Sa              | Do              | Lu              | Ma              | Me              | Gi              | Ve              | Sa              | Do              | Lu              | Ma              | Me              | Gi              | Ve              |                 |